# ليمان داف
ليمان داف هو قاضي ومحامي كندي، ولد في 7 يناير 1865 في ميافورد في كندا، وتوفي في 26 أبريل 1955 في أوتاوا في كندا.